# Tofsmes
Tofsmes (Lophophanes cristatus) är en tätting som tillhör familjen mesar. Den förekommer huvudsakligen i Europa österut till Uralbergen, dock ej i sydväst och större delen av Storbritannien. Tidigare inkluderades det i släktet Parus, men lyfts numera tillsammans med östligare släktingen grå tofsmes ut till det egna släktet Lophophanes. Fågeln hittas huvudsakligen i barrskog, men i Frankrike och på Iberiska halvön istället i lövskog. Artens globala bestånd anses vara livskraftigt.

## Utseende och läte
Tofsmesen är 10,5–12 cm lång, har ett vingspann på 17–20 cm och väger ungefär 11 gram. Den är gråbrun med ljusare mage och har en tydligt markerad vit krage runt halsen som avgränsas nedtill av ett svart band som framtill bildar en triangelformad haklapp. Den har dessutom en tofs på hjässan elegant mönstrad i svart och vitt som gör den lätt att känna igen. Könen är lika.

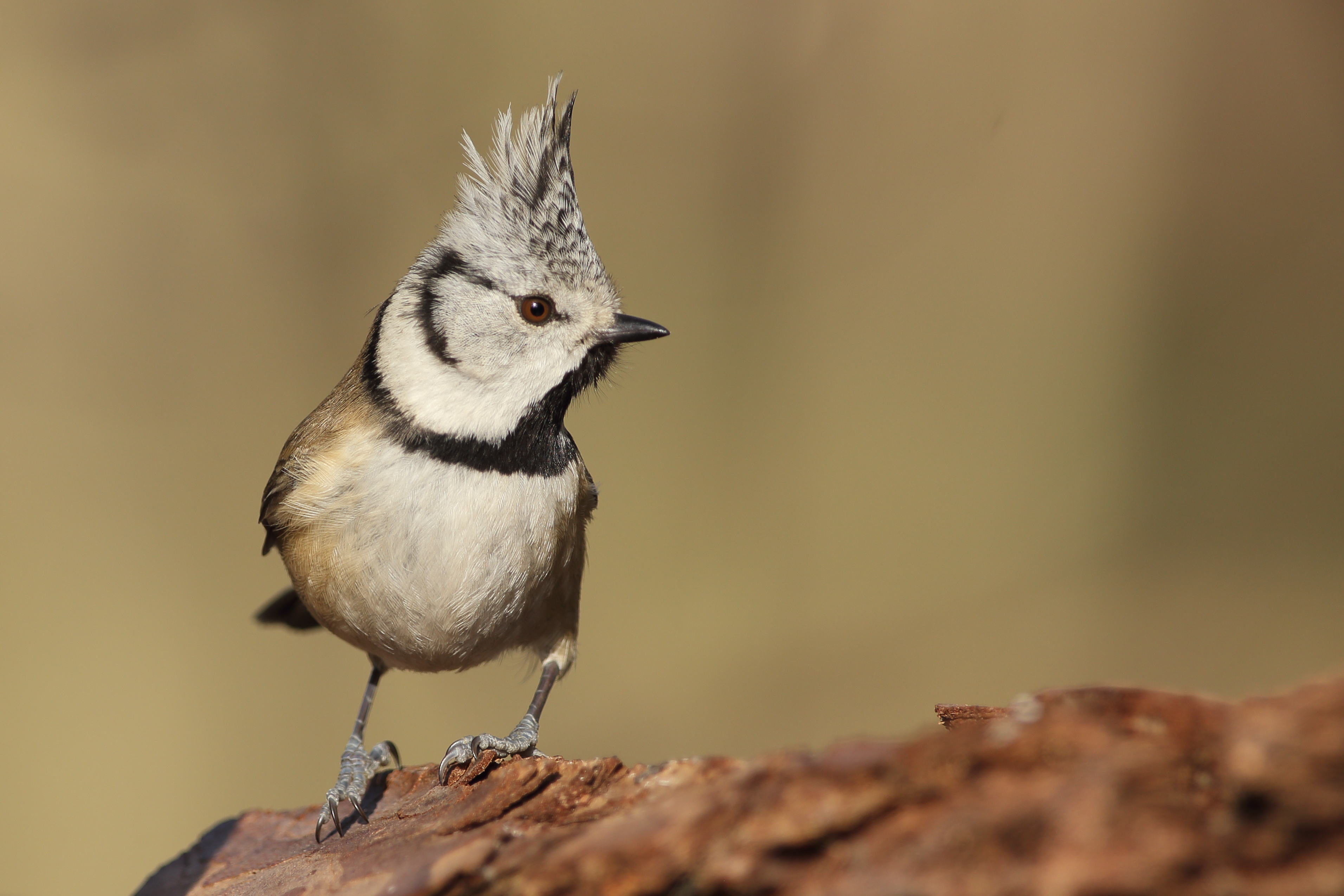

Som många andra mesar är den talför och ger ifrån sig ett helt eget, puttrigt "burrurret". Även spetsiga "zit" hörs. Sången består av en serie innehållande locklätet och andra spetsiga toner som framförs i rask takt.

## Systematik och utbredning
Tofsmesen beskrevs vetenskapligt, och fick ett vetenskapligt namn 1758 i Carl von Linnés tionde upplaga av Systema Naturae men tofsmesen hade redan beskrivits och avbildats av exempelvis Olof Rudbeck d.y. i den fågelbok han skapade i slutet av 1600-talet och början av 1700-talet.
Denna art placerades traditionellt i det stora messläktet Parus. På grund av de distinkta karaktärer som tofsmesen och dess nära släkting grå tofsmes uppvisar så placerar många auktoriteter numera gruppen i det egna släktet Lophophanes, bland annat British Ornithologists' Union (BOU) och BirdLife Sverige. Detta har också stöd i genetiska undersökningar. Släktnamnet Lophophanus användes första gången 1829 av Johann Jakob Kaup.
En förmodad hybrid mellan tofsmes och talltita (Parus montanus) observerades och ringmärktes i Gällivare år 2000 vilket belyser släktskapsproblematiken bland dessa mesar.

### Utbredning och underarter
Tofsmesen är en västpalearktisk art som återfinns i merparten av centrala och norra Europa och så långt österut som till Uralbergen. Den är en stannfågel och häckar på höjder upp till 1800 meter.
Den delas ofta upp i sex underarter med följande utbredning:
- Lophophanes cristatus scoticus (Prazák, 1897) – Skottland
- Lophophanes cristatus abadiei (Jouard, 1929) – nordvästra Frankrike (Bretagne)
- nordlig tofsmes[9] Lophophanes cristatus cristatus, inkl. bureschi (von Jordans, 1940) – Skandinavien och Finland österut till europeiska delen av Ryssland, norra Uralbergen och Ukraina
- Lophophanes cristatus mitratus (C. L. Brehm, 1831) – centrala och västra Europa
- Lophophanes cristatus weigoldi (Tratz, 1914) – Portugal och södra Spanien, sällsynt till Marocko
- Lophophanes cristatus baschkirikus (Snigirewski, 1931) – södra Uralbergen

I verket Handbook of Western Palearctic Birds (Shirihai & Svensson 2018) rekommenderas en annan underartsindelning, där baschkirikus inkluderas i nominatformen. Sedan 2022 följer svenska BirdLife Sverige dessa rekommendationer.

### Förekomst i Sverige
Tofsmes häckar i barr- och blandskog, främst i tallskog. Den förekommer hela landet utom på Öland och Gotland, i Lappland och norra Norrbotten dock sparsamt.

## Ekologi

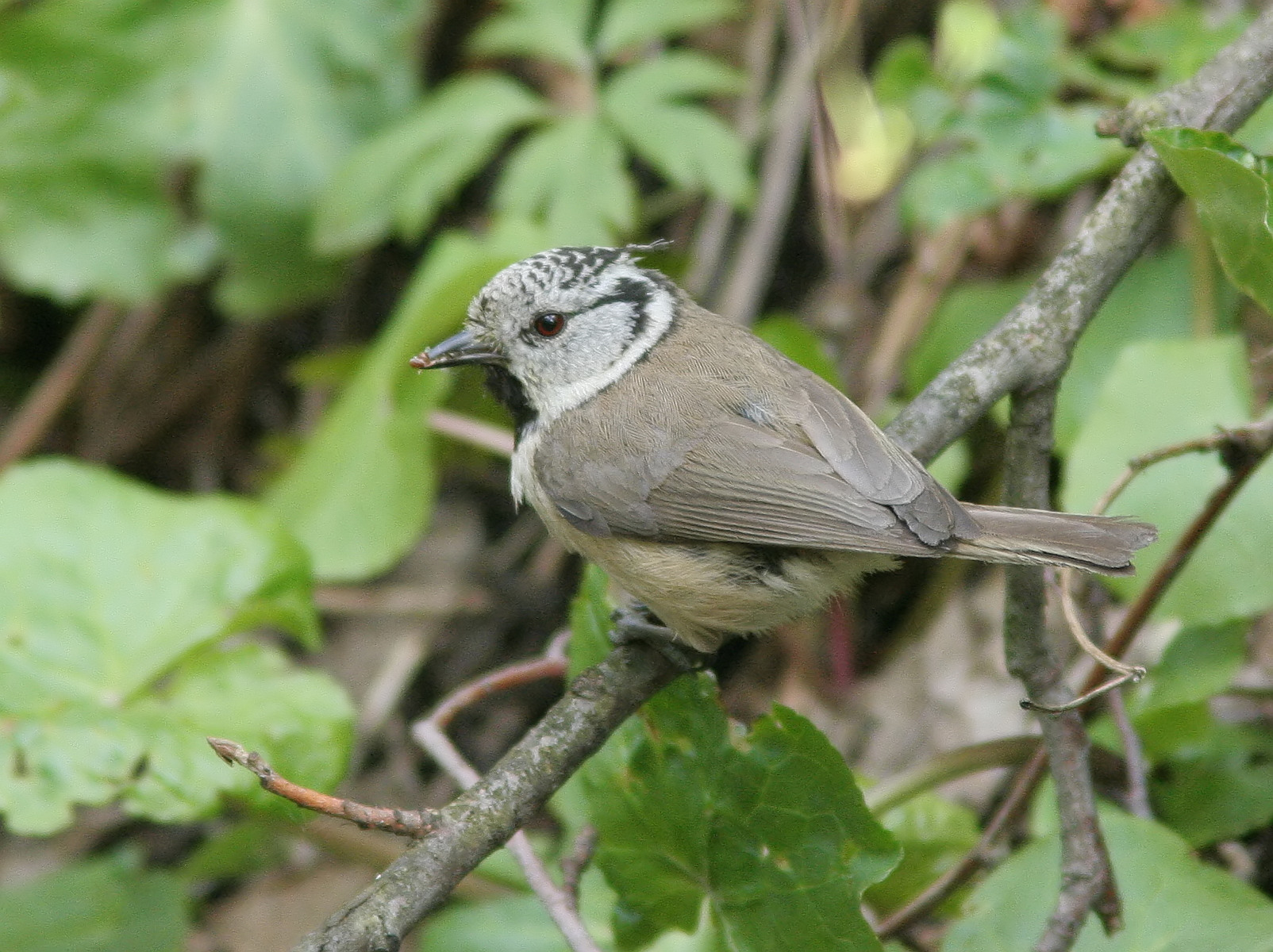

I merparten av utbredningsområdet lever tofsmesen i barrträdsområden, gärna i gammal granskog rik på mossor och lavar eller i tallskog på hällmark. I Frankrike och på Iberiska halvön lever den i lövskog. Populationen i Storbritannien är begränsad till ett litet område med uråldrig tallskog i Spey Valley i Skottland.
Tofsmesens föda består av larver, insekter och frön som den ofta plockar på marken eller låga grenar. På vintern observeras den ofta i stora blandflockar med mesar, men endast när dessa rör sig i barrskog. Den besöker sällan fågelbord och är oftast svår att komma nära, men är inte direkt skygg.

### Häckning

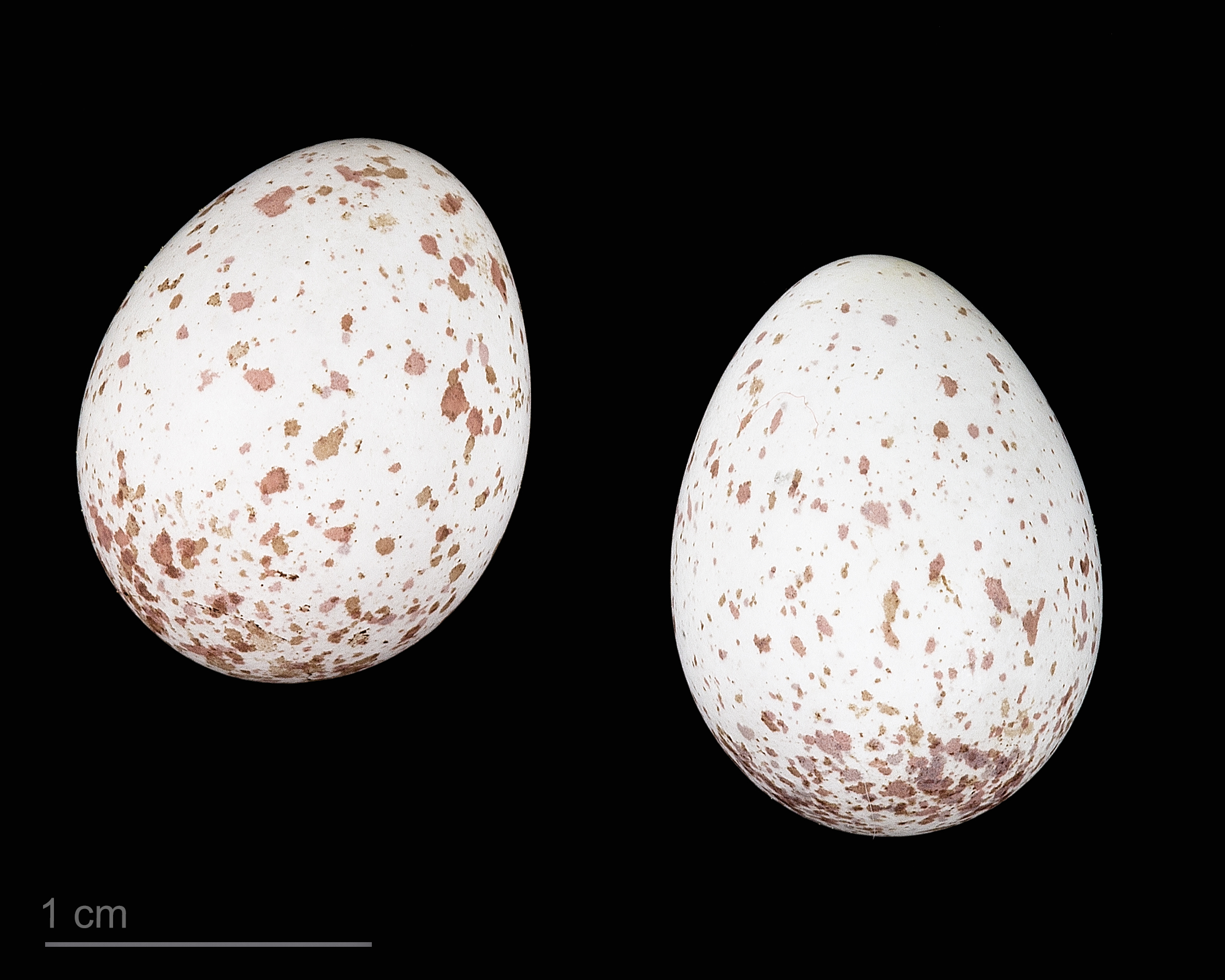
Lophophanes cristatus

Tofsmesarna bygger bon i murkna stubbar, och håller sig ofta långt ner i träden för att äta. Den lägger vanligtvis sex till sju ägg (extremfall tre till nio) som ruvas av honan i 13–18 dagar. Efter att ungarna kläckts tas de om hand av båda föräldrar i 18–22 dagar tills de kan flyga.

## Status
Arten har ett stort utbredningsområde och beståndet anses vara stabilt. Internationella naturvårdsunionen IUCN listar den därför som livskraftig (LC). Världspopulationen uppskattas preliminärt till mellan 9 230 000 och 16,5 miljoner vuxna individer.
Bestånden varierar beroende på hur hårt vintervädret är. I Centraleuropa tros bland annat luftföroreningar ligga bakom att bestånden minskat.
Även i Sverige anses tofsmesen livskraftig, men tros öka i antal. Beståndet uppskattades 2018 till 527 000 par.

### Namn
Tofsmesen har haft många äldre dialektala namn, bland annat tofsmyssa, tofstita, toppmes, meshatt, skogsbock och meskung. Den har även kallats tofsmössa. Det vetenskapliga artnamnet cristatus betyder just "med tofs", efter latinets crista för "tofs" eller "plym".

### I kulturen
Tofsmesen är Västmanlands landskapsfågel.